# Veronica calcicola
Veronica calcicola är en grobladsväxtart som först beskrevs av Bayly och Garn.-jones, och fick sitt nu gällande namn av Garn.-jones. Veronica calcicola ingår i släktet veronikor, och familjen grobladsväxter. Inga underarter finns listade i Catalogue of Life.